# Paroedura maingoka
Paroedura maingoka är en ödleart som beskrevs av  Ronald Archie Nussbaum och RAXWORTHY 2000. Paroedura maingoka ingår i släktet Paroedura och familjen geckoödlor. IUCN kategoriserar arten globalt som nära hotad. Inga underarter finns listade i Catalogue of Life.